# Waiomys mamasae
Waiomys mamasae — вид родини мишеві (Muridae). Етимологія: wai — «вода», з мови корінного населення, Mamasa Toraja; mys з грецької «миша» і вказує на напівводний спосіб життя. Голотип виду, дорослий самець, був захоплений 12 травня 2012, коли він плив у мілкій воді швидкоплинної гірської річки.

## Біологія

### Поширення
Живе індонезійському острові Сулавесі.

### Поведінка
Це напівводний вид.

## Фізичні характеристики
Загальна довжина голотипа 288 мм, 159 мм приходиться на хвіст, тобто на близько 25% більше, ніж довжина голови й тіла. Вага 64 грамів. Очі маленькі (~ 2 мм ⌀). 11 мм вуха всередині й зовні дуже волохаті. Зверху й знизу плоска морда широка. Різці вузькі; їх емаль пофарбована в помаранчевий колір. Вуса помірно жорсткі. Більшість вуса довжиною від 5 до 25 мм, небагато до 40 мм в довжину.
Сіро-буре спинне хутро м'яке, тонке і вельми щільне, світло-сіра очеревина аналогічно. Хвіст має біле волосся знизу. Волосся підшерстя сиве біля кореня, і має світло-коричневі кінчики.